# Carl Lindeberg
Carl Andreas Lindeberg (* 6. Oktober 1876 in Gävle, Mittelschweden; † 27. Mai 1961 in Stockholm) war ein in Deutschland wirkender schwedischer Maler, Illustrator und Gebrauchsgrafiker, von dem viele Illustrationen für Karl May stammen.

## Leben und Wirken
Lindeberg lernte an der Kunstfachschule in Stockholm. Anschließende Stipendien führten ihn nach Kopenhagen, Lübeck und Paris sowie nach Sachsen, wo er um die Jahrhundertwende in Schlettau im Erzgebirge eine Grafiklehre machte und in Dresden studierte.
1906/1907 zog Lindeberg nach Radebeul in die Kirchstraße 1 (heute Karl-May-Straße) in das heute nach ihm Villa Lindeberg benannte Mietshaus, in unmittelbarer Nähe zu Karl May. Er war in den Union-Werken als Zeichner beschäftigt. In dieser Zeit schuf er viele Theaterplakate, aber auch die Plakate und Ehrenurkunden für die Ausstellung der Lößnitzortschaften in Kötzschenbroda im Jahr 1909.
1916 erhielt Lindeberg durch die Bekanntschaft mit Euchar Albrecht Schmid erste Illustrationsaufträge für den Karl-May-Verlag, der ihn ab 1920 als ständigen Mitarbeiter freiberuflich beschäftigte.
So schuf Lindeberg die Buchdeckelillustrationen der grüngoldenen Radebeuler Karl-May-Ausgabe, insgesamt stammen über 400 Werke zu Karl-May-Themen aus seiner Hand, viele seiner Aquarelle mit Karl-May-Szenen wurden als Sammelbilder gedruckt. Er arbeitete für mehr als 50 Verlage und Firmen, unter anderem entstanden so Illustrationen für die Märchen der Gebrüder Grimm oder die Romane von Friedrich Gerstäcker und James Fenimore Cooper.
In der Radebeuler Haupt & Hammon Verlagsbuchhandlung gab Lindeberg etwa 20 Orbis-Malbücher mit aufstellbaren Figuren heraus. Er gründete im Jahr 1926 seinen eigenen Verlag, den Malbilderbuchverlag Lindeberg & Co. Radebeul.
Im Februar 1945 kehrte Lindeberg nach Schweden zurück, wo er im Mai 1961 in Stockholm verstarb. Er liegt auf dem Waldfriedhof von Stockholm-Enskede begraben.